# Phelsuma pusilla
Phelsuma pusilla är en ödleart som beskrevs av  Mertens 1964. Phelsuma pusilla ingår i släktet Phelsuma och familjen geckoödlor. IUCN kategoriserar arten globalt som livskraftig.

## Underarter
Arten delas in i följande underarter:
- P. p. pusilla
- P. p. hallmanni